# Волтер Ріґґс (яхтсмен)
Волтер Ріґґс (англ. Walter Riggs, 1 січня 1877 — 10 листопада 1951) — британський яхтсмен.
Срібний призер Олімпійських Ігор 1924 року в класі 8 метрів.